# Igor Kakidzjanov
Igor Kakidzjanov (ryska: Игорь Какидзянов) född 25 juli 1980 i Makijivka, Ukrainska SSR, Sovjetunionen, är en prorysk separatist och försvarsminister i  Folkrepubliken Donetsk i östra Ukraina 10 april – 7 maj 2014. 
Kakidzjanov greps efter en eldstrid utanför Mariupol den 6 maj 2014. Det har cirkulerat ett foto på ett förhör av Kakidzjanov, bakbunden i enbart underkläderna, som den ukrainsknationalistiske presidentkandidaten Oleh Ljasjko hjälpt till att sprida via nätet, bland annat Facebook. Ljasjko är bland annat känd för att förespråka dödsstraff för alla separatister i östra Ukraina. Efter en fångutväxling 15 september 2014 återvände  Kakidzjanov till Folkrepubliken Donetsk.